# Chiesa di San Francesco d'Assisi (Folgaria)
La chiesa di San Francesco d'Assisi è la parrocchiale nella frazione di Carbonare a Folgaria, in Trentino. Appartiene alla zona pastorale Valsugana - Primiero dell'arcidiocesi di Trento e risale al XIX secolo. Conserva varie opere artistiche, tra le quali dipinti di Bruno Colorio e Marco Bertoldi.

## Storia
Le fasi preparatorie per l'erezione del luogo di culto cattolico a Carbonare iniziarono nel 1895 quando la popolazione cominciò la raccolta sia del materiale sia dei fondi necessari per la costruzione. Il sito venne donato dai fratelli Zobere, Celeste e Abele, ed il progetto fu preparato da Luigi Obrelli. Il cantiere venne aperto il 4 aprile 1897 con la benedizione della prima pietra e chiuso poco più di due anni dopo, il 4 ottobre 1899.
Il 26 agosto 1899 fu celebrata la solenne consactazione dall'arcivescovo di Trento Eugenio Carlo Valussi.

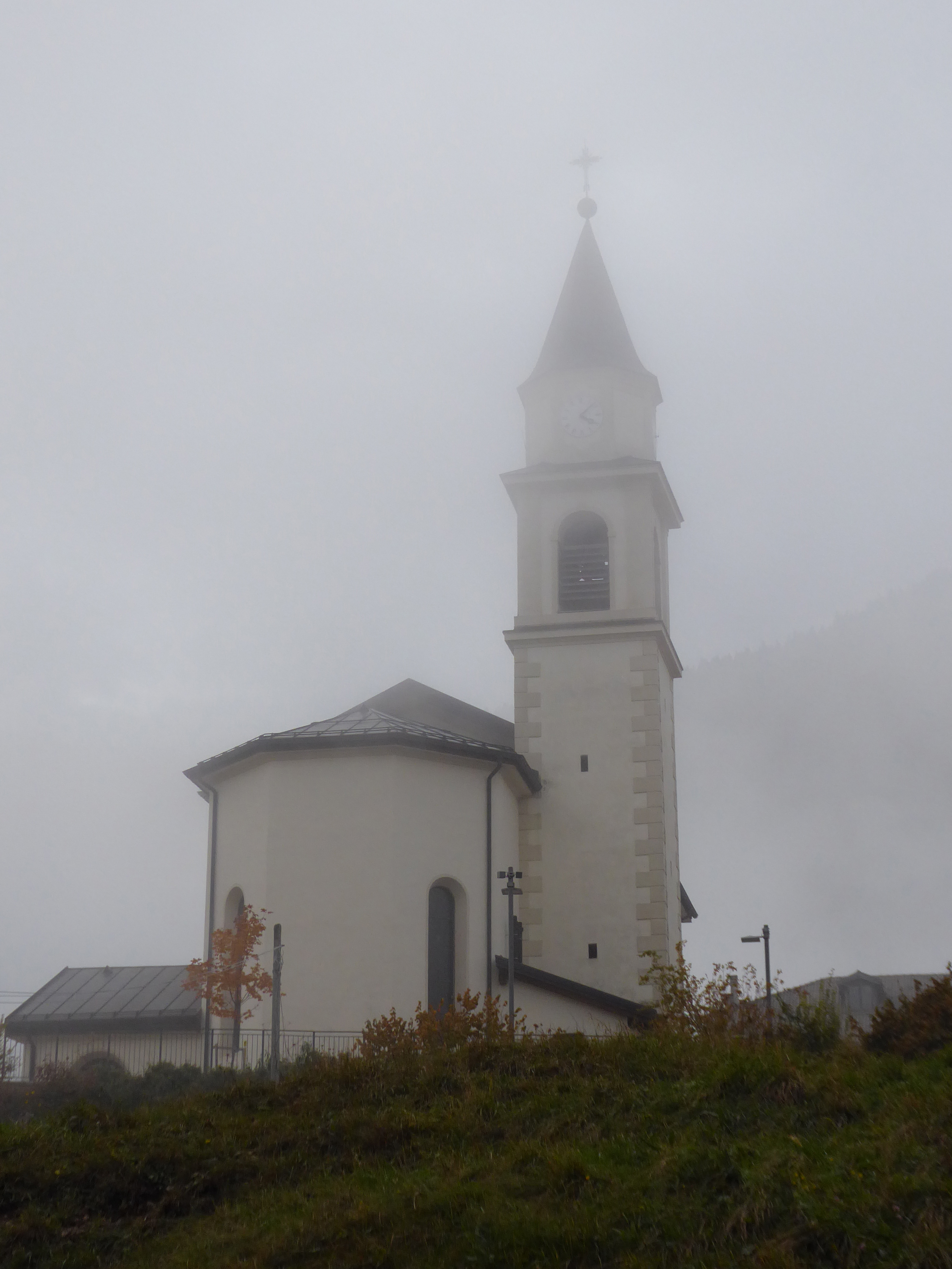
Torre campanaria, abside e canonica della chiesa di San Francesco d'Assisi

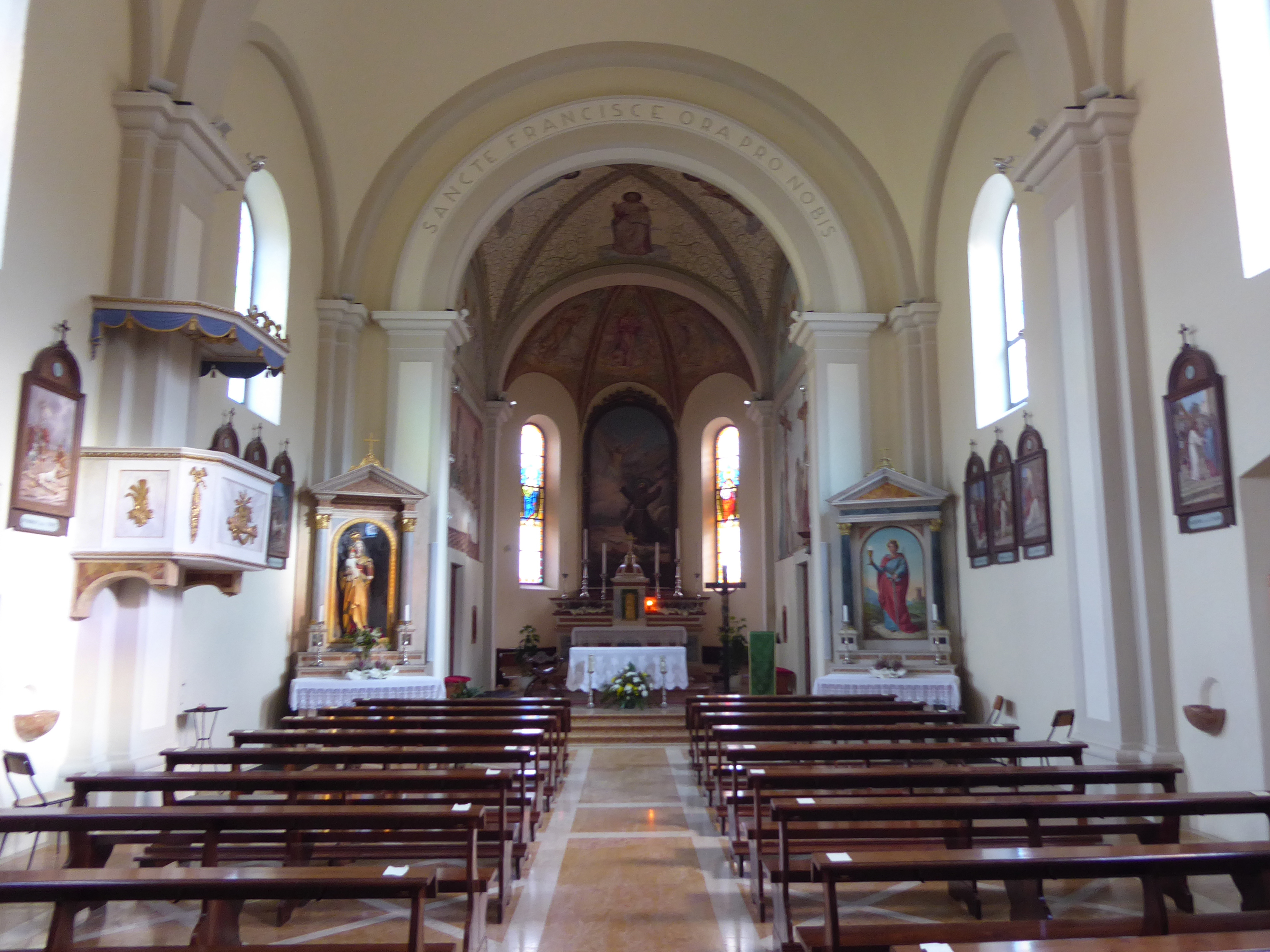
Navata e presbiterio della chiesa

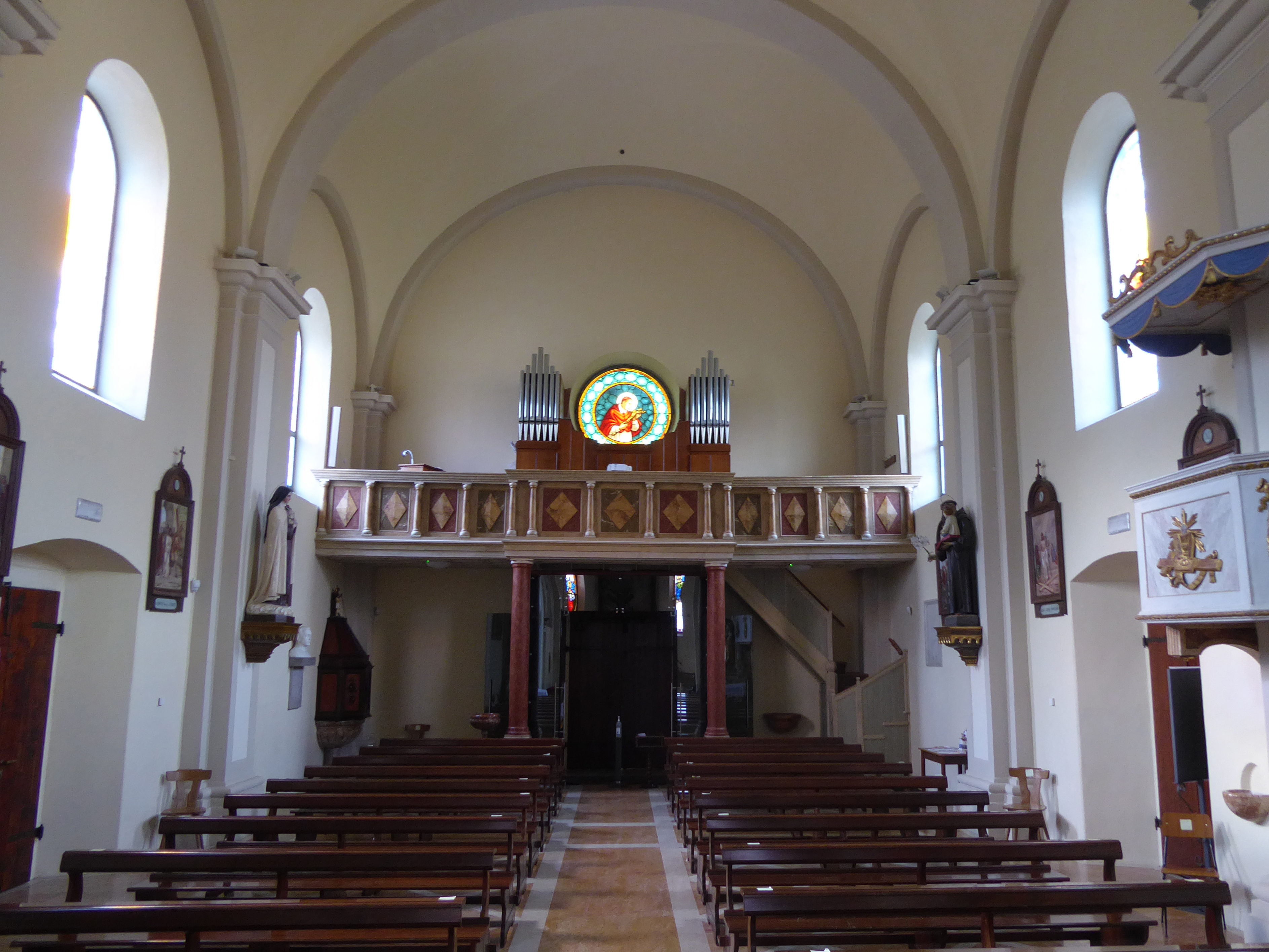
Cantoria con organo della Fabbrica Organi Ruffatti

Nel 1904 venne elevata a dignità di espositura della chiesa parrocchiale di Folgaria.
Durante la prima guerra mondiale un ordigno italiano danneggio la sagrestia alla conclusione del conflitto, quando il Trentino entrò a far parte del territorio italiano, vennero realizzati interventi di restauro generale e furono sostituite le campane che erano state requisite dall'Austria durante la guerra. Nel 1925 furono installate le artistiche vetrate policrome poste nell'oculo in facciata e nelle finestre absidali, realizzate da Giuseppe Parisi. Nel 1936 una cerimonia sancì la riparazione della campana grande effettuata dalla fonderia Colbacchini che venne benedetta e dedicata al titolare san Francesco d'Assisi.
Mentre era ancora in corso la seconda guerra mondiale Bruno Colorio e Marco Bertoldi arricchirono con i loro affreschi le pareti dell'abside e della sala, oltre al catino absidale. 
Venne elevata a dignità di parrocchia il 30 novembre 1963.
Il 28 aprile 1945 un gruppo di militari tedeschi rientravano in Germania passando per Carbonare quando ad un certo punto qualcuno dalla finestra di una casa tiro un colpo di fucile, i tedeschi si fermarono e il loro comandante ordinò di far venir fuori dalle case tutti gli abitanti e messi sul lato sinistro della chiesa, i tedeschi erano pronti a sparare quando arrivò il maestro Primo Carbonari (ufficiale austriaco) che parlò con il comandante e riuscì a mandarlo via e a salvare tutte le persone che erano state messe al muro.
Nel 28 aprile 2014 gli fu dedicata una targa in marmo che ancora oggi sta sul muro della chiesa dove furono messi i Carbonaroti quel giorno.
Tra gli anni settanta ed ottanta fu rifatta la pavimentazione della navata con pietra in calcare bianca e rosa, fu realizzato l'adeguamento liturgico, venne revisionato il tetto e una campana fu sostituita. Un nuovo ciclo di restauri prese il via nel 2007 e si concluse due anni dopo con interventi a scopo conservativo. Gli affreschi vennero controllati, furono sostituite le parti deteriorate anche negli arredi interni e negli infissi e ogni particolare anche esterno fu oggetto di attenzione e rinnovamenti.

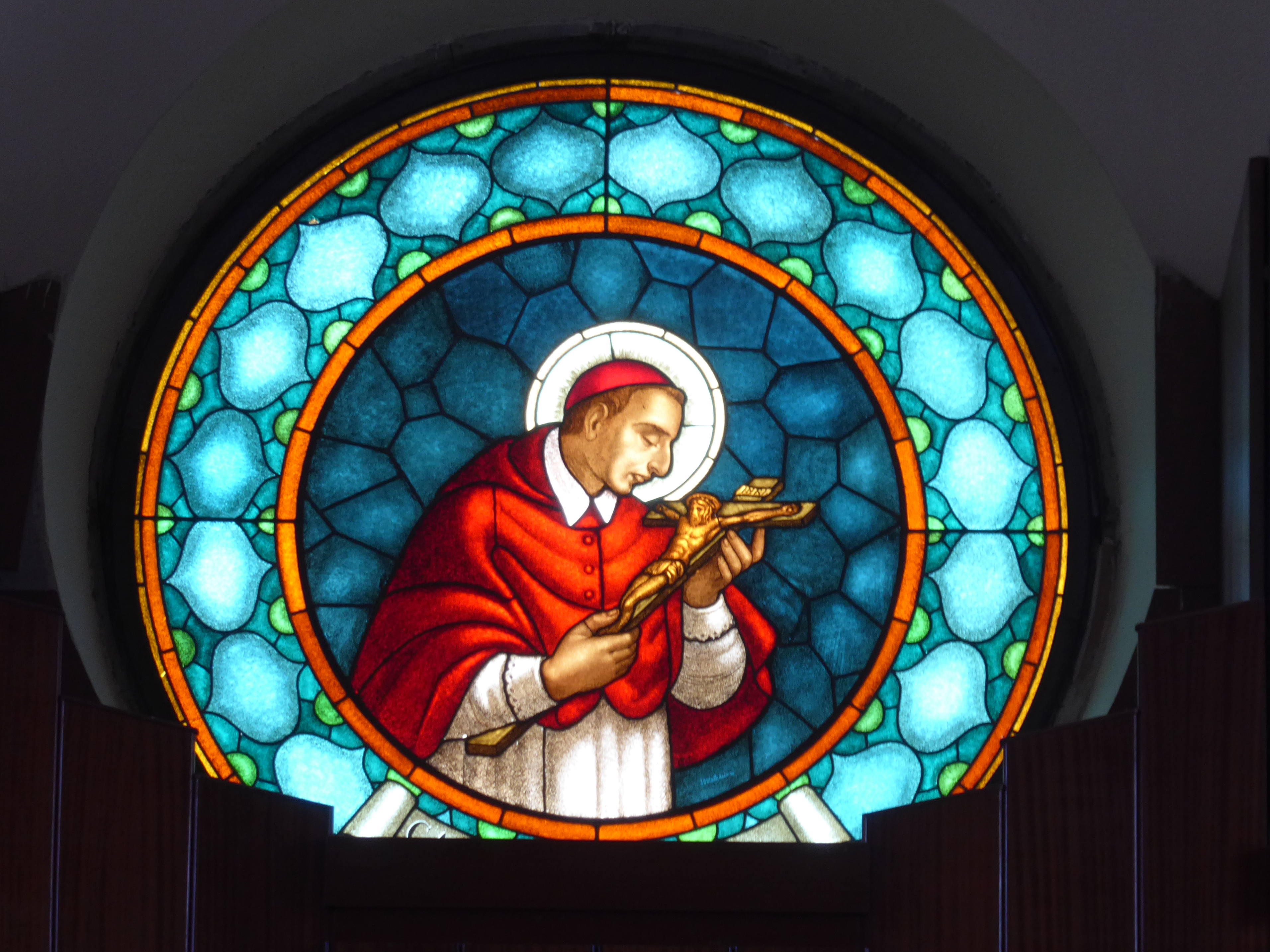
Grande finestra in vetro policromo nel rosone visto dalla controfacciata e raffigurante San Carlo

## Descrizione

### Esterno
L'edificio ha orientamento verso est nell'abitato di Carbonare. Il prospetto principale è classicheggiante con frontone triangolare superiore. Un marcapiano parziale delimita la parte bassa, a sua volta suddivisa in tre settori da quattro paraste con il portale di accesso al centro, da quella alta, nella quale le paraste mediane mutano in arco che, al centro, racchiude un grande oculo rotondo.
I prospetti laterali sono quasi speculari, entrambi con tre grandi monofore ed ingresso secondario. La torre campanaria è posta nella zona posteriore sinistra mentre la canonica si trova sul lato opposto. La parte absidale è a base poligonale con due grandi monofore allungate.

### Interno
La navata interna è unica e suddivisa in tre campate coperta con volta a botte. 
La cantoria è in controfacciata dove è posto l'organo a canne. Sull'arco santo che introduce al presbiterio la scritta SANCTE FRANCISCE ORA PRO NOBIS.

### Aspetti artistici e storici
Il presbiterio è arricchito da affreschi di Bruno Colorio e Marco Bertoldi. La pala su un altare laterale è di Toniolo di Schio mentre un altro dipinto sull'altare a sinistra è di Giovan Battista Chiocchetti. L'altare maggiore in marmo è opera dello scultore Scanagatta di Rovereto. La Via Crucis è stata dipinta da Metodio Ottolini. L'organo a canne in cantoria è stato costruito dalla Fabbrica Organi Ruffatti.